# الساندرو دیامنتی
الساندرو دیامنتی (به انگلیسی: Alessandro Diamanti) (زاده ۲ مه ۱۹۸۳) بازیکن فوتبال اهل کشور ایتالیا است.
وی سابقه ۱۷ بازی برای تیم ملی فوتبال ایتالیا در کارنامه دارد، همچنین پست تخصصی او هافبک بود.